# Alexander Iwanowitsch Koldunow
Alexander Iwanowitsch Koldunow (russisch Александр Иванович Колдунов; * 20. September 1923 in Moschtschinowo, Gouvernement Smolensk; † 7. Juni 1992 in Moskau) war ein sowjetischer Offizier.

## Leben
Koldunow begann im Aeroklub in Reutow mit der Fliegerei. 1941 erfolgte sein Eintritt in die Armee. An der Militärfliegerschule Katschinsk, die er 1943 abschloss, erfolgte seine Ausbildung zum Jagdpiloten. Anschließend wurde er im Mai gleichen Jahres, im Rahmen des Deutsch-Sowjetischen Krieges, zu einer Einheit innerhalb der Südwestfront (später 3. Ukrainische Front) versetzt. Am 2. August 1944 wurde er nach 20 Luftsiegen als Staffelkommandeur im 866. IAP (Jagdfliegerregiment) zum Held der Sowjetunion ernannt. Insgesamt flog Koldunow bis Kriegsende 358 Einsätze und schoss bei 96 Luftkämpfen 46 gegnerische Flugzeuge ab.
Nach Kriegsende avancierte er zum Kommandeur eines Jagdfliegerregiments, später einer Division. Am 23. Februar 1948 wurde er nochmals mit dem goldenen Stern eines Helden der Sowjetunion ausgezeichnet. Im November 1970 erhielt er seine Versetzung als Kommandeur der Luftverteidigung des Bezirkes Moskau. 1971 erfolgte seine Ernennung zum Generaloberst der Flieger. Im Dezember 1975 wurde er stellvertretender Kommandeur der Luftverteidigung (PWO) und 1978 schließlich deren Kommandeur. Am 31. Oktober 1984 wurde er Hauptmarschall. Nach dem Flug von Mathias Rust nach Moskau wurde er 1987 entlassen.